# Xã Dundee, Quận Kane, Illinois
Xã Dundee (tiếng Anh: Dundee Township) là một xã thuộc quận Kane, tiểu bang Illinois, Hoa Kỳ. Năm 2010, dân số của xã này là 64.167 người.